# Église Saint-Dalmazy de Sévérac-le-Château
L'église Saint-Dalmazy de Sévérac-le-Château est une église catholique située en France sur la commune de Sévérac-le-Château, dans le département de l'Aveyron en région Occitanie.
Elle fait l'objet d'un classement au titre des monuments historiques depuis le 13 mars 1930.

## Localisation
L'église est située dans le département français de l'Aveyron, sur la commune de Sévérac-le-Château.

## Historique
L'édifice est classé au titre des monuments historiques en 1930.